# Cyclaulax paraguayensis
Cyclaulax paraguayensis är en stekelart som först beskrevs av Szepligeti 1904.  Cyclaulax paraguayensis ingår i släktet Cyclaulax och familjen bracksteklar. Inga underarter finns listade i Catalogue of Life.